# Zael'covskaja
Zael'covskaja (in russo Заельцовская?) è uno dei due capolinea della Linea Leninskaja, la linea 1 della Metropolitana di Novosibirsk. è stata inaugurata il 2 aprile 1992.